# Contea di Bartow
La contea di Bartow (in inglese Bartow County ) è una contea dello Stato della Georgia, negli Stati Uniti. La popolazione al censimento del 2000 era di 76 019 abitanti. Il capoluogo di contea è Cartersville.

## Città della contea
- Adairsville